# Apterodromia aurea
Apterodromia aurea är en tvåvingeart som beskrevs av Sinclair och Meg S. Cumming 2000. Apterodromia aurea ingår i släktet Apterodromia och familjen puckeldansflugor. Inga underarter finns listade i Catalogue of Life.